# 雙子座NP
雙子座NP，又名BD+17 1479，HD 52554、SAO 96407、HR 2631，是雙子座的一颗恒星，视星等为5.94，位于銀經198.17，銀緯10.35，其B1900.0坐标为赤經6h 56m 36.5s，赤緯+17° 10.35′ 52″。